# Rivière-des-Prairies
Pour le cours d'eau, voir Rivière des Prairies.
Rivière-des-Prairies est un quartier du nord-est de la ville de Montréal, au Québec (Canada). Le quartier tire son nom du cours d'eau qui le borde au nord, la rivière des Prairies, et fait partie intégrante de l'arrondissement de Rivière-des-Prairies–Pointe-aux-Trembles. Avant le 20 juillet 1963, jour de son annexion à Montréal, Rivière-des-Prairies est une municipalité autonome.

## Histoire

### Premiers établissements
La rivière des Prairies était anciennement connue sous le nom de Skawanoti, ce qui signifie en huron la rivière en arrière de l'île. C'est Samuel de Champlain qui rebaptisera la rivière, en l'honneur d'un de ses compagnons, François des Prairies, qui s'y est égaré lors d'une expédition d'exploration. Les anglophones ont repris l'appellation autochtone et nomment communément ce cours d'eau Back River.
Jusqu'en 1671, il avait été impossible de songer à établir une paroisse du côté de la rivière des Prairies; les Iroquois pénétraient dans l'île de Montréal par cette rivière. Afin de mettre un terme aux incursions des Iroquois et de fortifier en même temps le bout de l'île de Montréal, François Dollier de Casson, supérieur du séminaire, prêtre sulpicien et Seigneur de l'île de Montréal érigea deux fiefs en 1671. Il concéda des terres à un certain nombre de colons capables de se faire soldats au besoin afin d'aider les deux possesseurs de fiefs : Phillippe de Carrion Dufresnoy et Paul de Maurel.

### Érection de la paroisse
En 1687, la paroisse de Saint-Joseph de la Rivière-des-Prairies est fondée faisant d'elle la quatrième paroisse de l'île de Montréal.
La première terre concédée se trouvant au bout de l'île et sur laquelle se déroula la bataille de Rivière-des-Prairies ou de la coulée Grou, en juillet 1690 entre 25 Français et une centaine d'Iroquois.

### Constitution en municipalité
La formation d'un village débute en 1731; deux rues apparaissent à l'ouest de l'église sur lesquelles se dressent trois maisons. Le 1er juillet 1845, Rivière-des-Prairies est érigée en municipalité. Trefflé Couvrette, aubergiste dans le village de Saint-Joseph de la Rivière-des-Prairies, est élu premier maire de la municipalité. Entre 1929 et 1933, Rivière-des-Prairies obtiendra l'électricité de la compagnie Montreal Light, Heat and Power.
Après la guerre, il y eut pénurie de logements à Montréal et plusieurs familles s'installent dans la municipalité. 

#### Développement rapide et difficultés financières
En 1953, Rivière-des-Prairies obtient son statut de ville. À cette époque, elle est composée de 6 500 habitants. Petit à petit, les terres sont vendues et le développement domiciliaire augmente; les exigences des citoyens pour des systèmes d'égouts, d'aqueduc, etc. entraînent un endettement élevé de Ville de Rivière-des-Prairies. Elle est mise sous tutelle par le ministère des Affaires municipales en juillet 1961. Le 20 juillet 1963, Jean Drapeau, maire de la ville de Montréal, approuve l'annexion afin que Rivière-des-Prairies fasse partie intégrante de la ville de Montréal.

### Quartier montréalais
Le développement domiciliaire continue son ascension rapide après l'annexion à la ville de Montréal. La population passe de 15 459 habitants en 1976 à 60 000 habitants en 2010. Plusieurs infrastructures publiques s'établiront dans le quartier, notamment un CLSC en 1973, un bureau de liaison en 1974, la piscine Alexis-Carrel et l'aréna René-Masson en 1977 et plusieurs écoles primaires et secondaire. Le développement industriel sera accru à partir des années 1980.
En 2002, le gouvernement québécois impose à plusieurs municipalités du Québec, dont Montréal, une fusion de leurs territoires avec des municipalités environnantes. C'est à ce moment que la ville de Montréal est réorganisée en arrondissements et où Rivière-des-Prairies est intégré à l'arrondissement de Rivière-des-Prairies–Pointe-aux-Trembles–Montréal-Est. L'arrivée d'un nouveau parti à la tête de la province en 2003 permet cependant la tenue de référendums où les citoyens des villes concernées par la fusion ont l'occasion de se prononcer sur celle-ci. C'est ainsi qu'en juin 2004, les citoyens de Montréal-Est votent pour la reconstitution d'une municipalité indépendante. Le 1er janvier 2006, l'arrondissement Rivière-des-Prairies–Pointe-aux-Trembles est officiellement constitué. 

## Attraits
On retrouve à l'extrémité ouest du quartier Rivière-des-Prairies le parc-nature du Ruisseau-De Montigny et à l'est le parc-nature de la Pointe-aux-Prairies.

## Éducation
Les écoles publiques francophones du quartier sont sous la responsabilité du Centre de services scolaire de la Pointe-de-l'Île (anciennement la Commission scolaire de la Pointe-de-l'Île) :
- École secondaire Jean-Grou[2]
- Écoles primaires[3] :
  - Denise-Pelletier
  - Fernand-Gauthier
  - François-La Bernarde
  - Marc-Aurèle-Fortin et Marc-Aurèle-Fortin annexe
  - Notre-Dame-de-Fatima
  - Simone-Desjardins, pavillon Gouin

Les écoles publiques anglophones du quartier sont sous la responsabilité de la Commission scolaire English-Montréal (CSEM) :
- Leonardo Da Vinci[4]
- Michelangelo
- East Hill

Le réseau public des bibliothèques de Montréal dessert le quartier par l'établissement suivant : 
- Bibliothèque Rivière-des-Prairies[5]

## Particularité

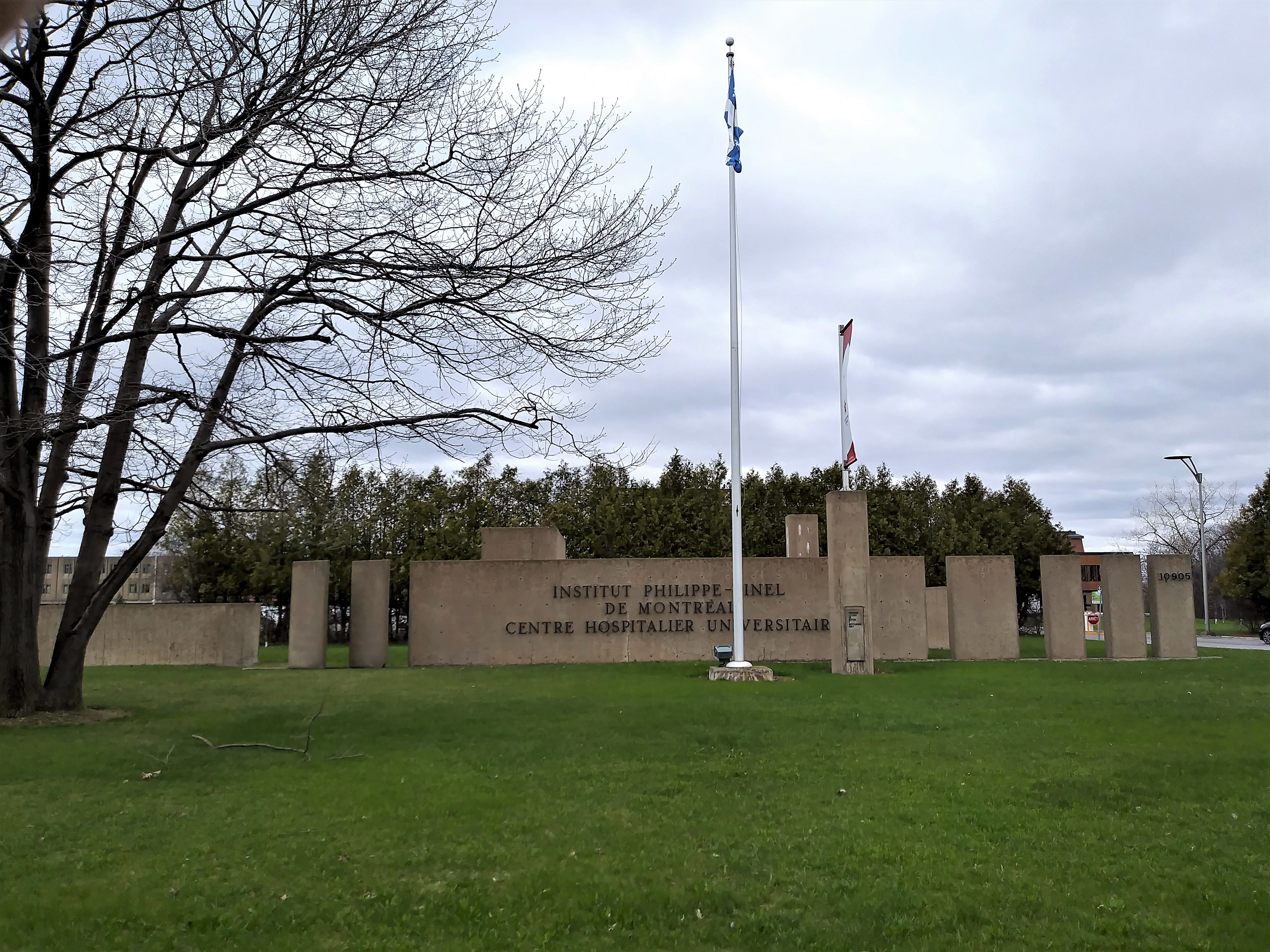
L'entrée de l'Institut Philippe-Pinel.

Rivière-des-Prairies est depuis longtemps marqué par une concentration d'institutions pénitentiaires aux mandats différents : Boscoville construit en 1947, Cité-des-Prairies en 1963, l'Institut Philippe-Pinel en 1970, et le Centre de détention de Rivière-des-Prairies en 1996.